# Chiropodomys gliroides
Chiropodomys gliroides és una espècie de mamífer rosegador de la família dels múrids. Viu a altituds d'entre 0 i 1.600 msnm a Cambodja, l'Índia, Indonèsia, Laos, Malàisia, Myanmar, Tailàndia, el Vietnam i la Xina. Es tracta d'un animal arborícola. El seu hàbitat natural són els boscos de diferents tipus. És una espècie en risc mínim, és a dir, no sembla que hi hagi cap amenaça significativa per a la seva supervivència. El seu nom específic, gliroides, significa ‘semblant a un liró’ en llatí.